# Roberts Inlet
Das Roberts Inlet ist eine Bucht im südlichen antarktischen Weddell-Meer. Sie ist eine der drei Buchten auf der Ostseite der vom Filchner-Ronne-Schelfeis umgebenen Berkner-Insel.
Wissenschaftler der US-amerikanischen Ellsworth-Station unter der Leitung des US-amerikanischen Polarforschers Finn Ronne entdeckten sie bei Überflügen und Erkundungsmärschen zwischen 1957 und 1958. Ronne benannte sie nach Elliott B. Roberts, Leiter der geophysikalischen Abteilung des United States Coast and Geodetic Survey sowie Vorsitzender des US-amerikanischen Ausschusses für die Durchführung geomagnetischer Untersuchungen im Rahmen des Internationalen Geophysikalischen Jahres (1957–1958).